# Noel de Geus
Noel de Geus (12 de octubre de 2000) es un deportista alemán que compite en natación, especialista en el estilo braza. Ganó una medalla de plata en el Campeonato Europeo de Natación de 2024, en la prueba de 50 m braza.

## Palmarés internacional
| Campeonato Europeo | Campeonato Europeo | Campeonato Europeo | Campeonato Europeo |
| Año                | Lugar              | Medalla            | Prueba             |
| ------------------ | ------------------ | ------------------ | ------------------ |
| 2024               | Belgrado (Serbia)  | Medalla de plata   | 50 m braza         |